# New Orleans Saints 1988
La stagione 1988 dei New Orleans Saints è stata la 22ª della franchigia nella National Football League. Malgrado un record di 10-6, la squadra non riuscì a fare ritorno ai playoff dopo la qualificazione dell'anno precedente.

## Roster
| Roster dei New Orleans Saints nel 1987 |
| --- |
| Quarterback - 11 John Fourcade - 3 Bobby Hebert - 18 Dave Wilson Running Back - 34 Craig Heyward - 21 Dalton Hilliard - 36 Rueben Mayes - 34 Barry Word Wide Receiver - 87 Lonzell Hill - 84 Eric Martin - 88 Mark Pattison - 80 Brett Perriman Tight End - 85 Hoby Brenner - 82 John Tice Offensive Linemen - 67 Stan Brock T - 59 James Campen C - 70 Bill Contz T - 72 Jim Dombrowski T - 63 Brad Edelman G - 61 Joel Hilgenberg C - 60 Steve Korte C - 65 Steve Trapilo G Defensive Linemen - 75 Bruce Clark DE - 99 Tony Elliott NT - 74 Ted Gregory NT - 73 Frank Warren DE - 94 Jim Wilks NT Linebacker - 57 Rickey Jackson OLB - 53 Vaughan Johnson ILB - 55 Joe Kohlbrand ILB - 51 Sam Mills ILB - 56 Pat Swilling OLB Defensive Back - 28 Gene Atkins FS - 41 Toi Cook CB - 27 Antonio Gibson S - 39 Brett Maxie SS - 44 Dave Waymer CB Special Team - 7 Morten Andersen K - 10 Brian Hansen P                                                                                 |
| Legenda - I rookie sono in corsivo. - Il primo ruolo è il principale mentre gli eventuali successivi indicano i ruoli secondari. - (IR) sta per Injured Reserve ed indica la lista ristretta per un solo giocatore infortunato che può tornare ad allenarsi dopo la settimana 6 e a rientrare in prima squadra dopo che questa ha giocato 8 partite. - (NF-Inj.) / (NF-Ill.) stanno rispettivamente per Non-Football Injured e Non-Football Illness ed indicano le liste dove viene inserito un giocatore che ha un infortunio o una malattia non dipendente dal football americano. - (PUP) sta per Physically Unable to Perform ed indica la lista dove viene inserito un giocatore mentre è in attesa di recuperare la condizione fisica. Nella stagione regolare dopo la sesta partita giocata dalla propria squadra, il giocatore ha tempo tre settimane per riprendere ad allenarsi, più tre settimane aggiuntive dal suo rientro agli allenamenti per rientrare in prima squadra. |

## Calendario
| Stagione regolare |                        |           |
| Turno             | Avversario             | Risultato |
| 1                 | San Francisco 49ers    | S 34–33   |
| 2                 | at Atlanta Falcons     | V 29–21   |
| 3                 | at Detroit Lions       | V 22–14   |
| 4                 | Tampa Bay Buccaneers   | V 13–9    |
| 5                 | Dallas Cowboys         | V 20–17   |
| 6                 | at San Diego Chargers  | V 23–17   |
| 7                 | at Seattle Seahawks    | V 20–19   |
| 8                 | Los Angeles Raiders    | V 20–6    |
| 9                 | Los Angeles Rams       | S 12–10   |
| 10                | at Washington Redskins | S 27–24   |
| 11                | at Los Angeles Rams    | V 14–10   |
| 12                | Denver Broncos         | V 42–0    |
| 13                | New York Giants        | S 13–12   |
| 14                | at Minnesota Vikings   | S 45–3    |
| 15                | at San Francisco 49ers | S 30–17   |
| 16                | Atlanta Falcons        | V 10–9    |

## Classifiche
| NFC West               |    |    |   |      |     |      |     |     |     |
|                        | V  | S  | P | %    | DIV | CONF | PF  | PS  | STR |
| San Francisco 49ers(2) | 10 | 6  | 0 | .625 | 4–2 | 8–4  | 369 | 294 | S1  |
| Los Angeles Rams(5)    | 10 | 6  | 0 | .625 | 4–2 | 8–4  | 407 | 293 | V3  |
| New Orleans Saints     | 10 | 6  | 0 | .625 | 3–3 | 6–6  | 312 | 283 | V1  |
| Atlanta Falcons        | 5  | 11 | 0 | .313 | 1–5 | 4–8  | 244 | 315 | S3  |